# Аскоценда
Аскоценда[страница?] (лат. ×Ascocenda) — гибридный род семейства Орхидные.
Аббревиатура родового названия в промышленном и любительском цветоводстве — Ascda.
Создан путём скрещивания представителей родов Ascocentrum × Vanda.

## Биологическое описание
Побег моноподиального типа.
Листья зелёные, суккулентные, ремневидные.
Соцветие кисть.
Цветки, как правило, широко раскрытые, яркие, разнообразной окраски от жёлтых до фиолетовых.
Корни толстые, покрыты веламеном.

## В культуре
Температурная группа — от теплой до умеренной в зависимости от экологии видов использованных в гибридизации.
Посадка растений осуществляется в горшки или корзинки для эпифитов; при наличии высокой относительной влажности воздуха некоторые грексы содержат с открытой корневой системой.